# 黃明正
黃明正（1922年11月16日—2008年2月7日）越南政治家和持不同政見者，越南主要的馬列理論家之一。曾任越南教育部副部長，阮愛國高級黨校副校長，馬列哲學研究所所長。他於越南南定省出身，1937年參加越南革命活動，曾因批評越南共產黨而3度入獄。